# Валя-Стиній (Келераш)
Валя-Стиній (рум. Valea Stânii) — село у повіті Келераш в Румунії. Входить до складу комуни Луйка.
Село розташоване на відстані 46 км на південний схід від Бухареста, 57 км на захід від Келераші.

## Населення
За даними перепису населення 2002 року у селі проживали 680 осіб. Рідною мовою 677 осіб (99,6%) назвали румунську.
Національний склад населення села:
| Національність | Кількість осіб | Відсоток |
| -------------- | -------------- | -------- |
| румуни         | 645            | 94,9%    |
| цигани         | 32             | 4,7%     |